# Victoria Hall
Pour les articles homonymes, voir Victoria Hall (homonymie).
Le Victoria Hall est une salle de concert de Genève (Suisse) consacrée à la musique classique.
Elle se trouve à proximité du Grand Théâtre et du conservatoire de musique.
Le Victoria Hall et sa salle de concert ont entièrement brûlé le 16 septembre 1984. Les pompiers de Genève sont intervenus rapidement pour maîtriser le feu, mais les grandes orgues ont été détruites par les flammes.

## Histoire
Daniel Fitzgerald Packenham Barton (1850-1907), consul d'Angleterre à Genève, homme fortuné et passionné de musique, crée l'Harmonie nautique en 1883 puis fait construire par l'architecte John Camoletti une salle de concert pour cette dernière. Il la dédie à sa souveraine : la reine Victoria. 
Cet édifice, érigé entre 1891 et 1894, comprend une façade caractéristique du style Beaux-Arts. En 1904, Barton offre l'édifice à la ville de Genève. Le 16 septembre 1984, la salle est la proie des flammes qui détruisent en partie le décor intérieur. La commune décide de restaurer le bâtiment qui est inscrit le 4 avril 1986 à l'inventaire cantonal des monuments dignes d’être protégés. Il offre 1 600 places. En 2006, la ville de Genève a entrepris une rénovation visant à améliorer le confort des spectateurs et des musiciens.